# Élections législatives de 1997 dans la Loire-Atlantique
Les élections législatives françaises de 1997 se déroulent le 25 mai et le 1er juin 1997. Dans le département de la Loire-Atlantique, dix députés sont à élire dans le cadre de dix circonscriptions.

## Élus
| Circonscription | Député sortant                                 | Parti | Parti    | Député élu ou réélu      | Parti | Parti    |
| --------------- | ---------------------------------------------- | ----- | -------- | ------------------------ | ----- | -------- |
| 1re             | Monique Papon                                  |       | UDF (FD) | Patrick Rimbert          |       | PS       |
| 2e              | Vincent Delaroux suppléant de Élisabeth Hubert |       | RPR      | Marie-Françoise Clergeau |       | PS       |
| 3e              | Jean-Marc Ayrault                              |       | PS       | Jean-Marc Ayrault        |       | PS       |
| 4e              | Jacques Floch                                  |       | PS       | Jacques Floch            |       | PS       |
| 5e              | Édouard Landrain                               |       | UDF (FD) | Édouard Landrain         |       | UDF (FD) |
| 6e              | Michel Hunault                                 |       | RPR      | Michel Hunault           |       | RPR      |
| 7e              | Olivier Guichard                               |       | RPR      | René Leroux              |       | PS       |
| 8e              | Étienne Garnier                                |       | RPR      | Claude Évin              |       | PS       |
| 9e              | Pierre Hériaud                                 |       | UDF (FD) | Pierre Hériaud           |       | UDF (FD) |
| 10e             | Serge Poignant                                 |       | RPR      | Serge Poignant           |       | RPR      |

## Résultats

### Résultats à l'échelle du département
| Parti          | Parti                                     | Premier tour | Premier tour | Second tour | Second tour | Sièges |
| Parti          | Parti                                     | Voix         | %            | Voix        | %           | Sièges |
| -------------- | ----------------------------------------- | ------------ | ------------ | ----------- | ----------- | ------ |
|                | Parti socialiste                          | 138 996      | 28,23        | 223 886     | 46,84       | 6      |
|                | Parti communiste français                 | 27 683       | 5,62         |             |             | 0      |
|                | Mouvement des citoyens dont Divers gauche | 17 651       | 3,58         | Retrait     | Retrait     | 0      |
|                | Parti radical-socialiste                  | 16 885       | 3,43         | 29 439      | 6,16        | 0      |
|                | Les Verts                                 | 2 313        | 0,47         |             |             | 0      |
|                | Gauche plurielle                          | 203 528      | 41,33        | 253 325     | 53,00       | 6      |
|                |                                           |              |              |             |             |        |
|                | Union pour la démocratie française        | 87 901       | 17,85        | 117 007     | 24,48       | 2      |
|                | Rassemblement pour la République          | 80 380       | 16,32        | 107 666     | 22,52       | 2      |
|                | La Droite indépendante                    | 20 585       | 4,18         |             |             | 0      |
|                | Divers droite                             | 2 382        | 0,48         | 0           |             |        |
|                | Mouvement des réformateurs                | 108          | 0,02         | 0           |             |        |
|                | Droite parlementaire                      | 191 356      | 38,86        | 224 673     | 47,00       | 4      |
|                |                                           |              |              |             |             |        |
|                | Front national                            | 47 645       | 9,68         |             |             | 0      |
|                | Divers écologiste dont LT-LNÉ, MÉI et GÉ  | 27 688       | 5,62         | 0           |             |        |
|                | Extrême gauche dont LCR, LO et SÉGA       | 12 745       | 2,59         | 0           |             |        |
|                | Divers                                    | 9 270        | 1,88         | 0           |             |        |
|                | Extrême droite                            | 215          | 0,04         | 0           |             |        |
|                |                                           |              |              |             |             |        |
| Inscrits       | Inscrits                                  | 764 708      | 100,00       | 764 672     | 100,00      | 10     |
| Abstentions    | Abstentions                               | 245 146      | 32,06        | 253 889     | 33,2        |        |
| Votants        | Votants                                   | 519 562      | 67,94        | 510 783     | 66,8        |        |
| Blancs et nuls | Blancs et nuls                            | 27 115       | 5,22         | 32 785      | 6,42        |        |
| Exprimés       | Exprimés                                  | 492 447      | 94,78        | 477 998     | 93,58       |        |

### Résultats par circonscription

#### Première circonscription (Nantes-Nord)
| Candidat       | Candidat               | Parti          | Premier tour | Premier tour | Second tour | Second tour |  |
| Candidat       | Candidat               | Parti          | Voix         | %            | Voix        | %           |  |
| -------------- | ---------------------- | -------------- | ------------ | ------------ | ----------- | ----------- |  |
|                | Monique Papon sortante | UDF (FD)       | 15 176       | 35,91        | 21 901      | 49,48       |  |
|                | Patrick Rimbert élu    | PS             | 14 019       | 33,17        | 22 359      | 50,52       |  |
|                | Pierre Peraldi         | FN             | 4 009        | 9,49         |             |             |  |
|                | Catherine Gravoille    | PCF            | 2 561        | 6,06         |             |             |  |
|                | Jean-Claude Demaure    | Divers         | 2 561        | 6,06         |             |             |  |
|                | Patricia Rio           | LDI (MPF)      | 1 714        | 4,06         |             |             |  |
|                | Jane Williamson        | GÉ             | 1 283        | 3,04         |             |             |  |
|                | Hervé Guichard         | US4J           | 830          | 1,96         |             |             |  |
|                | Yves Le Borgne         | PLN            | 111          | 0,26         |             |             |  |
|                |                        |                |              |              |             |             |  |
| Inscrits       | Inscrits               | Inscrits       | 67 778       | 100,00       | 67 778      | 100,00      |  |
| Abstentions    | Abstentions            | Abstentions    | 23 955       | 35,34        | 21 837      | 32,22       |  |
| Votants        | Votants                | Votants        | 43 823       | 64,66        | 45 941      | 67,78       |  |
| Blancs et nuls | Blancs et nuls         | Blancs et nuls | 1 559        | 3,56         | 1 681       | 3,66        |  |
| Exprimés       | Exprimés               | Exprimés       | 42 264       | 96,44        | 44 260      | 96,34       |  |

#### Deuxième circonscription (Nantes-Centre)
| Candidat       | Candidat                      | Parti          | Premier tour | Premier tour | Second tour | Second tour |  |
| Candidat       | Candidat                      | Parti          | Voix         | %            | Voix        | %           |  |
| -------------- | ----------------------------- | -------------- | ------------ | ------------ | ----------- | ----------- |  |
|                | Marie-Françoise Clergeau élue | PS             | 13 233       | 30,66        | 23 051      | 50,82       |  |
|                | Élisabeth Hubert sortante     | RPR            | 12 882       | 29,85        | 22 307      | 49,18       |  |
|                | Samuel Maréchal               | FN             | 4 439        | 10,28        |             |             |  |
|                | Annick du Roscoat             | LDI (CNIP)     | 3 107        | 7,2          |             |             |  |
|                | Gérard Aubron                 | Les Verts      | 2 313        | 5,36         |             |             |  |
|                | Claude Constant               | PCF            | 2 204        | 5,11         |             |             |  |
|                | Yvon Chotard                  | Divers gauche  | 1 300        | 3,01         |             |             |  |
|                | Bertrand Tourillon            | diss. UDF      | 1 087        | 2,52         |             |             |  |
|                | Jean-Marie Pousseur           | MDC            | 810          | 1,88         |             |             |  |
|                | Nicole Girel                  | LT-LNÉ         | 721          | 1,67         |             |             |  |
|                | Patrick Pellen                | UDB            | 545          | 1,26         |             |             |  |
|                | Christophe Gilbert            | LCR            | 458          | 1,06         |             |             |  |
|                | Charles-André Lejanne         | PLN            | 61           | 0,14         |             |             |  |
|                | Gérald Rosiek                 | Divers         | 0            | 0            |             |             |  |
|                |                               |                |              |              |             |             |  |
| Inscrits       | Inscrits                      | Inscrits       | 73 029       | 100,00       | 73 031      | 100,00      |  |
| Abstentions    | Abstentions                   | Abstentions    | 28 321       | 38,78        | 25 878      | 35,43       |  |
| Votants        | Votants                       | Votants        | 44 708       | 61,22        | 47 153      | 64,57       |  |
| Blancs et nuls | Blancs et nuls                | Blancs et nuls | 1 548        | 3,46         | 1 795       | 3,81        |  |
| Exprimés       | Exprimés                      | Exprimés       | 43 160       | 96,54        | 45 358      | 96,19       |  |

#### Troisième circonscription (Saint-Herblain)
| Candidat       | Candidat                        | Parti             | Premier tour | Premier tour | Second tour | Second tour |  |
| Candidat       | Candidat                        | Parti             | Voix         | %            | Voix        | %           |  |
| -------------- | ------------------------------- | ----------------- | ------------ | ------------ | ----------- | ----------- |  |
|                | Jean-Marc Ayrault sortant réélu | PS                | 23 211       | 45,84        | 33 371      | 66,73       |  |
|                | Jean-Luc Harousseau             | UDF (AD)          | 11 144       | 22,01        | 16 640      | 33,27       |  |
|                | Arnaud de Périer                | FN                | 5 326        | 10,52        |             |             |  |
|                | Christian Pelloquet             | PCF               | 3 471        | 6,85         |             |             |  |
|                | François de Rugy                | Divers écologiste | 1 961        | 3,87         |             |             |  |
|                | Hélène Defrance                 | LO                | 1 601        | 3,16         |             |             |  |
|                | Laurent Desjars                 | LDI (MPF)         | 1 128        | 2,23         |             |             |  |
|                | Anne Vanpeperstraete            | GÉ                | 1 000        | 1,97         |             |             |  |
|                | Jacques Lebreton de Vonne       | UDB               | 660          | 1,3          |             |             |  |
|                | Jean-Yves Le Goff               | LCR               | 467          | 0,92         |             |             |  |
|                | Isabelle Séguineau              | MÉI               | 467          | 0,92         |             |             |  |
|                | Henri Gibaud                    | MDR               | 108          | 0,21         |             |             |  |
|                | Laurent Butet                   | PLN               | 96           | 0,19         |             |             |  |
|                |                                 |                   |              |              |             |             |  |
| Inscrits       | Inscrits                        | Inscrits          | 79 468       | 100,00       | 79 463      | 100,00      |  |
| Abstentions    | Abstentions                     | Abstentions       | 26 861       | 33,8         | 27 198      | 34,23       |  |
| Votants        | Votants                         | Votants           | 52 607       | 66,2         | 52 265      | 65,77       |  |
| Blancs et nuls | Blancs et nuls                  | Blancs et nuls    | 1 967        | 3,74         | 2 254       | 4,31        |  |
| Exprimés       | Exprimés                        | Exprimés          | 50 640       | 96,26        | 50 011      | 95,69       |  |

#### Quatrième circonscription (Nantes-Sud)
| Candidat       | Candidat                    | Parti          | Premier tour | Premier tour | Second tour | Second tour |  |
| Candidat       | Candidat                    | Parti          | Voix         | %            | Voix        | %           |  |
| -------------- | --------------------------- | -------------- | ------------ | ------------ | ----------- | ----------- |  |
|                | Jacques Floch sortant réélu | PS             | 19 135       | 42,64        | 28 389      | 63,46       |  |
|                | Stéphane Urbanczyk          | UDF (AD)       | 10 144       | 22,61        | 16 347      | 36,54       |  |
|                | Michel Boju                 | FN             | 3 892        | 8,67         |             |             |  |
|                | Jacques Guilbaud            | PCF            | 3 364        | 7,5          |             |             |  |
|                | Danielle Vilvoisin          | LDI (MPF)      | 2 099        | 4,68         |             |             |  |
|                | Robert Cerisier             | LO             | 1 746        | 3,89         |             |             |  |
|                | Aline Chitelman             | SÉGA           | 1 431        | 3,19         |             |             |  |
|                | Patrick Da Silva            | GÉ             | 1 413        | 3,15         |             |             |  |
|                | Jean-Bernard Champain       | Divers         | 860          | 1,92         |             |             |  |
|                | Alain Robert                | MÉI            | 636          | 1,42         |             |             |  |
|                | Emmanuel Lejanne            | PLN            | 154          | 0,34         |             |             |  |
|                |                             |                |              |              |             |             |  |
| Inscrits       | Inscrits                    | Inscrits       | 69 626       | 100,00       | 69 627      | 100,00      |  |
| Abstentions    | Abstentions                 | Abstentions    | 22 424       | 32,21        | 22 337      | 32,08       |  |
| Votants        | Votants                     | Votants        | 47 202       | 67,79        | 47 290      | 67,92       |  |
| Blancs et nuls | Blancs et nuls              | Blancs et nuls | 2 328        | 4,93         | 2 554       | 5,4         |  |
| Exprimés       | Exprimés                    | Exprimés       | 44 874       | 95,07        | 44 736      | 94,6        |  |

#### Cinquième circonscription (Ancenis)
| Candidat       | Candidat                       | Parti          | Premier tour | Premier tour | Second tour | Second tour |  |
| Candidat       | Candidat                       | Parti          | Voix         | %            | Voix        | %           |  |
| -------------- | ------------------------------ | -------------- | ------------ | ------------ | ----------- | ----------- |  |
|                | Édouard Landrain sortant réélu | UDF (FD)       | 24 378       | 39,86        | 33 569      | 53,28       |  |
|                | Alexandre Mazzorana            | PRS            | 16 885       | 27,61        | 29 439      | 46,72       |  |
|                | Christophe Bouhier             | FN             | 5 674        | 9,28         |             |             |  |
|                | Patricia Morinière             | PCF            | 3 344        | 5,47         |             |             |  |
|                | Patrick Cotrel                 | SÉGA           | 2 992        | 4,89         |             |             |  |
|                | Sandra Bureau                  | LDI (MPF)      | 2 580        | 4,22         |             |             |  |
|                | Thomas Limeul                  | GÉ             | 1 553        | 2,54         |             |             |  |
|                | Jean-François Lajeunesse       | MDC            | 1 460        | 2,39         |             |             |  |
|                | Aline Saupin                   | LT-LNÉ         | 918          | 1,5          |             |             |  |
|                | Pierre-Yves Le Floch           | Régionaliste   | 827          | 1,35         |             |             |  |
|                | Arlette Tardif                 | Divers gauche  | 358          | 0,59         |             |             |  |
|                | Marie-Bernadette Santoni       | PLN            | 184          | 0,3          |             |             |  |
|                |                                |                |              |              |             |             |  |
| Inscrits       | Inscrits                       | Inscrits       | 92 594       | 100,00       | 92 587      | 100,00      |  |
| Abstentions    | Abstentions                    | Abstentions    | 27 718       | 29,93        | 26 209      | 28,31       |  |
| Votants        | Votants                        | Votants        | 64 876       | 70,07        | 66 378      | 71,69       |  |
| Blancs et nuls | Blancs et nuls                 | Blancs et nuls | 3 723        | 5,74         | 3 370       | 5,08        |  |
| Exprimés       | Exprimés                       | Exprimés       | 61 153       | 94,26        | 63 008      | 94,92       |  |

#### Sixième circonscription (Châteaubriant)
| Candidat       | Candidat                     | Parti             | Premier tour | Premier tour | Second tour | Second tour |  |
| Candidat       | Candidat                     | Parti             | Voix         | %            | Voix        | %           |  |
| -------------- | ---------------------------- | ----------------- | ------------ | ------------ | ----------- | ----------- |  |
|                | Michel Hunault sortant réélu | RPR               | 19 727       | 43,85        | 24 865      | 54,53       |  |
|                | Geneviève Chignac            | PS                | 12 706       | 28,24        | 20 737      | 45,47       |  |
|                | Jean-Jacques Chevallier      | FN                | 4 693        | 10,43        |             |             |  |
|                | Yves Blais                   | PCF               | 2 767        | 6,15         |             |             |  |
|                | Anne-Marie Moulinier         | Divers écologiste | 2 604        | 5,79         |             |             |  |
|                | Jacqueline Moncelet          | LDI (MPF)         | 1 754        | 3,9          |             |             |  |
|                | René Boulzennec              | UDB               | 736          | 1,64         |             |             |  |
|                | Laurent Briand               | Divers droite     | 1            | 0            |             |             |  |
|                |                              |                   |              |              |             |             |  |
| Inscrits       | Inscrits                     | Inscrits          | 67 294       | 100,00       | 67 293      | 100,00      |  |
| Abstentions    | Abstentions                  | Abstentions       | 19 180       | 28,5         | 18 996      | 28,23       |  |
| Votants        | Votants                      | Votants           | 48 114       | 71,5         | 48 297      | 71,77       |  |
| Blancs et nuls | Blancs et nuls               | Blancs et nuls    | 3 126        | 6,5          | 2 695       | 5,58        |  |
| Exprimés       | Exprimés                     | Exprimés          | 44 988       | 93,5         | 45 602      | 94,42       |  |

#### Septième circonscription (Guérande - La Baule)
| Candidat       | Candidat                  | Parti             | Premier tour | Premier tour | Second tour | Second tour |  |
| Candidat       | Candidat                  | Parti             | Voix         | %            | Voix        | %           |  |
| -------------- | ------------------------- | ----------------- | ------------ | ------------ | ----------- | ----------- |  |
|                | René Leroux élu           | PS                | 17 383       | 30,77        | 29 982      | 50,16       |  |
|                | Christophe Priou          | RPR               | 14 677       | 25,98        | 29 786      | 49,84       |  |
|                | Yves Métaireau            | UDF (PR)          | 6 110        | 10,81        |             |             |  |
|                | Philippe Rouger           | FN                | 5 045        | 8,93         |             |             |  |
|                | Marc Justy                | PCF               | 4 289        | 7,59         |             |             |  |
|                | Jean-Claude Saint-Arroman | LO                | 1 731        | 3,06         |             |             |  |
|                | Patrick Simon             | LDI (MPF)         | 1 563        | 2,77         |             |             |  |
|                | Danièle Estay             | Divers écologiste | 1 535        | 2,72         |             |             |  |
|                | Philippe Levenne          | diss. UDF         | 1 294        | 2,29         |             |             |  |
|                | Michèle Lévesque          | GÉ                | 1 219        | 2,16         |             |             |  |
|                | Claude Soulié             | MÉI               | 689          | 1,22         |             |             |  |
|                | Geneviève Baudry-Haspot   | UDB               | 623          | 1,1          |             |             |  |
|                | Marie-Claude Somerlinck   | Extrême droite    | 215          | 0,38         |             |             |  |
|                | Yves Rodemacq             | PLN               | 128          | 0,23         |             |             |  |
|                |                           |                   |              |              |             |             |  |
| Inscrits       | Inscrits                  | Inscrits          | 86 040       | 100,00       | 86 030      | 100,00      |  |
| Abstentions    | Abstentions               | Abstentions       | 26 406       | 30,69        | 23 602      | 27,43       |  |
| Votants        | Votants                   | Votants           | 59 634       | 69,31        | 62 428      | 72,57       |  |
| Blancs et nuls | Blancs et nuls            | Blancs et nuls    | 3 133        | 5,25         | 2 660       | 4,26        |  |
| Exprimés       | Exprimés                  | Exprimés          | 56 501       | 94,75        | 59 768      | 95,74       |  |

#### Huitième circonscription (Saint-Nazaire)
| Candidat       | Candidat                | Parti             | Premier tour | Premier tour | Second tour | Second tour |  |
| Candidat       | Candidat                | Parti             | Voix         | %            | Voix        | %           |  |
| -------------- | ----------------------- | ----------------- | ------------ | ------------ | ----------- | ----------- |  |
|                | Claude Évin élu         | PS                | 13 699       | 30,55        | 21 077      | 100,00      |  |
|                | Joël-Guy Batteux        | MDC               | 10 146       | 22,63        | Retrait     | Retrait     |  |
|                | Étienne Garnier sortant | RPR               | 9 145        | 20,39        |             |             |  |
|                | Éric de La Brosse       | FN                | 4 020        | 8,97         |             |             |  |
|                | Marie-France Belin      | LO                | 2 002        | 4,46         |             |             |  |
|                | Bernard Garnier         | Divers écologiste | 1 293        | 2,88         |             |             |  |
|                | Marie-Martine Lips      | GÉ                | 1 229        | 2,74         |             |             |  |
|                | Jean-Roland Lassalle    | MÉI               | 904          | 2,02         |             |             |  |
|                | Gilles Régnier          | LDI (CNIP)        | 896          | 2            |             |             |  |
|                | Marie-Noëlle Martin     | US4J              | 564          | 1,26         |             |             |  |
|                | Yanning Coraud          | UDB               | 536          | 1,2          |             |             |  |
|                | Thierry Richard         | Extrême gauche    | 317          | 0,71         |             |             |  |
|                | Geneviève Grelier       | PLN               | 89           | 0,2          |             |             |  |
|                | Claude Prouteau         | Divers            | 0            | 0            |             |             |  |
|                |                         |                   |              |              |             |             |  |
| Inscrits       | Inscrits                | Inscrits          | 74 032       | 100,00       | 74 032      | 100,00      |  |
| Abstentions    | Abstentions             | Abstentions       | 26 922       | 36,37        | 43 673      | 58,99       |  |
| Votants        | Votants                 | Votants           | 47 110       | 63,63        | 30 359      | 41,01       |  |
| Blancs et nuls | Blancs et nuls          | Blancs et nuls    | 2 270        | 4,82         | 9 282       | 30,57       |  |
| Exprimés       | Exprimés                | Exprimés          | 44 840       | 95,18        | 21 077      | 69,43       |  |

#### Neuvième circonscription (Pornic)
| Candidat       | Candidat                     | Parti             | Premier tour | Premier tour | Second tour | Second tour |  |
| Candidat       | Candidat                     | Parti             | Voix         | %            | Voix        | %           |  |
| -------------- | ---------------------------- | ----------------- | ------------ | ------------ | ----------- | ----------- |  |
|                | Pierre Hériaud sortant réélu | UDF (FD)          | 20 949       | 41,49        | 28 550      | 55,92       |  |
|                | Yanick Lebeaupin             | PS                | 12 966       | 25,68        | 22 508      | 44,08       |  |
|                | Thierry Monvoisin            | FN                | 5 709        | 11,31        |             |             |  |
|                | Catherine Dein               | LDI (MPF)         | 3 016        | 5,97         |             |             |  |
|                | Claudine Morel               | PCF               | 2 909        | 5,76         |             |             |  |
|                | Raymond Leduc                | Divers écologiste | 2 318        | 4,59         |             |             |  |
|                | Jean-Jacques Marchand        | MÉI               | 1 316        | 2,61         |             |             |  |
|                | Geneviève Bonardel           | US4J              | 1 041        | 2,06         |             |             |  |
|                | Charles Genaudeau            | PLN               | 263          | 0,52         |             |             |  |
|                |                              |                   |              |              |             |             |  |
| Inscrits       | Inscrits                     | Inscrits          | 76 078       | 100,00       | 76 069      | 100,00      |  |
| Abstentions    | Abstentions                  | Abstentions       | 21 934       | 28,83        | 21 756      | 28,6        |  |
| Votants        | Votants                      | Votants           | 54 144       | 71,17        | 54 313      | 71,4        |  |
| Blancs et nuls | Blancs et nuls               | Blancs et nuls    | 3 657        | 6,75         | 3 255       | 5,99        |  |
| Exprimés       | Exprimés                     | Exprimés          | 50 487       | 93,25        | 51 058      | 94,01       |  |

#### Dixième circonscription (Clisson)
| Candidat       | Candidat                     | Parti             | Premier tour | Premier tour | Second tour | Second tour |  |
| Candidat       | Candidat                     | Parti             | Voix         | %            | Voix        | %           |  |
| -------------- | ---------------------------- | ----------------- | ------------ | ------------ | ----------- | ----------- |  |
|                | Serge Poignant sortant réélu | RPR               | 23 949       | 44,73        | 30 708      | 57,81       |  |
|                | Christian Nadal              | PS                | 12 644       | 23,62        | 22 412      | 42,19       |  |
|                | Hervé Leca                   | FN                | 4 838        | 9,04         |             |             |  |
|                | Denis Clavier                | Divers écologiste | 3 512        | 6,56         |             |             |  |
|                | Michel Gouty                 | PCF               | 2 774        | 5,18         |             |             |  |
|                | Valérie Caradec              | LDI (MPF)         | 2 728        | 5,1          |             |             |  |
|                | Marc Magnou                  | MDC               | 1 142        | 2,13         |             |             |  |
|                | Maryvonne Grit               | LT-LNÉ            | 1 117        | 2,09         |             |             |  |
|                | Michel François              | UDB               | 584          | 1,09         |             |             |  |
|                | Didier Lemerle               | PLN               | 252          | 0,47         |             |             |  |
|                |                              |                   |              |              |             |             |  |
| Inscrits       | Inscrits                     | Inscrits          | 78 769       | 100,00       | 78 762      | 100,00      |  |
| Abstentions    | Abstentions                  | Abstentions       | 21 425       | 27,2         | 22 403      | 28,44       |  |
| Votants        | Votants                      | Votants           | 57 344       | 72,8         | 56 359      | 71,56       |  |
| Blancs et nuls | Blancs et nuls               | Blancs et nuls    | 3 804        | 6,63         | 3 239       | 5,75        |  |
| Exprimés       | Exprimés                     | Exprimés          | 53 540       | 93,37        | 53 120      | 94,25       |  |